# Nikolaus Paulus

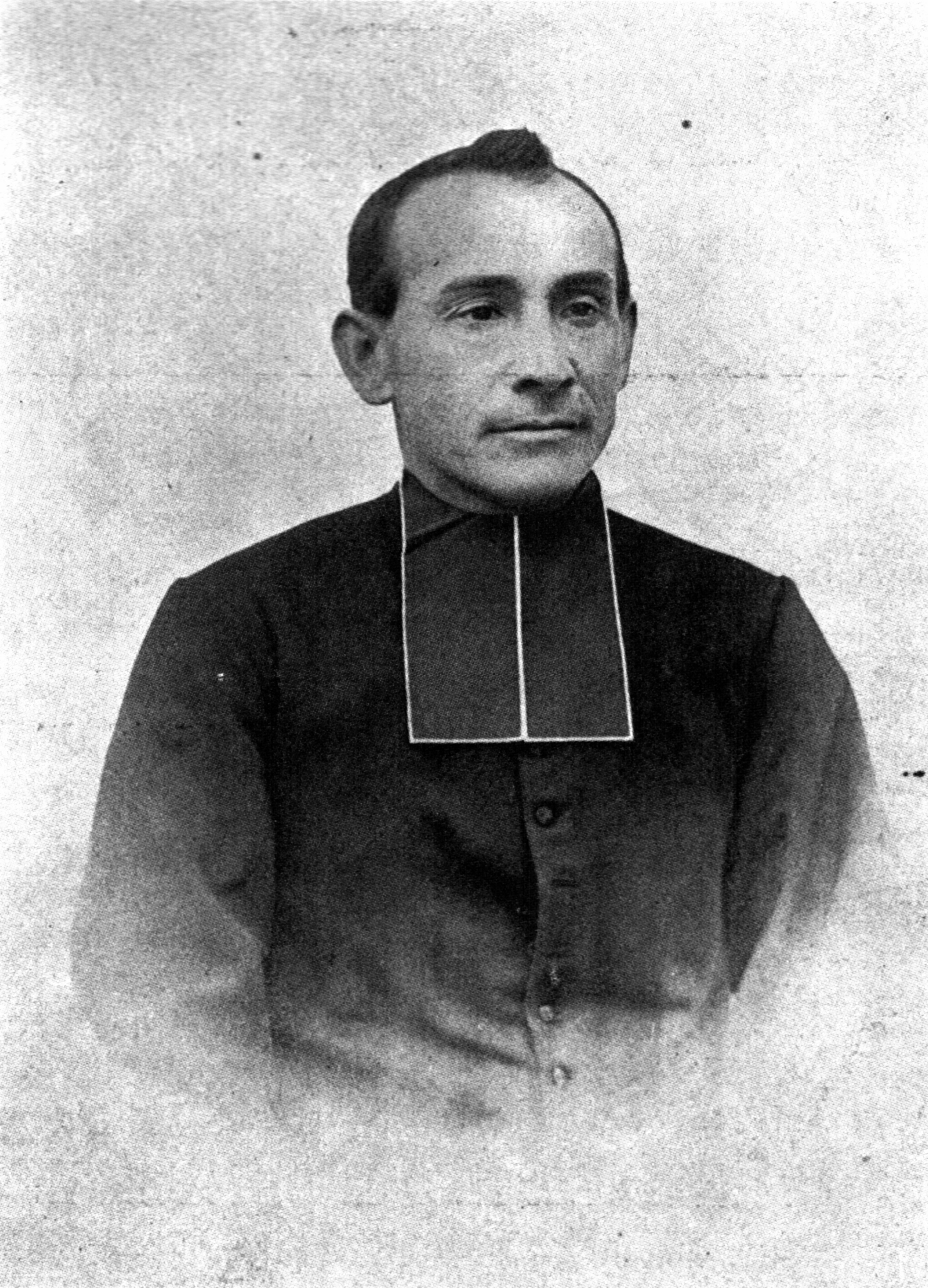
Nikolaus Paulus (1853–1930)

Nikolaus Paulus (* 6. November 1853 in Krautergersheim, Elsass; † 29. Januar 1930 in München) war ein deutscher katholischer Kirchenhistoriker.

## Leben
Nikolaus Paulus wurde 1878 zum Priester geweiht. Ein während seiner Zeit als Kaplan in Molsheim aufgetretenes Kehlkopfleiden zwang ihn, die Seelsorge in der Pfarrei aufzugeben. Als Hausgeistlicher des Münchener Herz-Jesu-Klosters widmete sich Paulus nach längeren Kuraufenthalten ab November 1885 privaten reformationsgeschichtlichen, kontroverstheologischen und territorialkirchenhistorischen Studien (insbesondere in Münchner Bibliotheken). 1896 promovierte er, ohne jemals ordentlich immatrikuliert gewesen zu sein. Er gehörte der Kommission zur Herausgabe des Corpus Catholicorum an, zuletzt als ihr Vizepräsident. Paulus war Ehrendomherr des Straßburger Münsters, 1902 wurde er zum Monsignore ernannt.
Paulus legte – beeinflusst von Johannes Janssen – zahlreiche quellennahe Studien zur Reformationsgeschichte vor, die von entschiedener konfessioneller Parteinahme nicht immer frei waren. Sein vielleicht bedeutendstes Werk war die umfangreiche Geschichte des Ablasses.

## Schriften
- Luthers Lebensende und der Eislebener Apotheker Johann Landau. Mainz 1896.
- Kaspar Schatzgeyer, ein Vorkämpfer der katholischen Kirche gegen Luther in Süddeutschland. Herder, Freiburg im Breisgau 1898.
- Johann Tetzel. Der Ablaßprediger. Mainz 1899.
- Berühmte, doch unechte Ablässe. In: Historisches Jahrbuch, Jg. 36 (1915), S. 481–515.
- Geschichte des Ablasses im Mittelalter. Wissenschaftliche Buchgesellschaft, Darmstadt 2000, ISBN 978-3-534-15006-9 (Nachdruck der Ausgabe von 1922).